# Новообінка
Новоо́бінка (рос. Новообинка) — село у складі Петропавловського району Алтайського краю, Росія. Адміністративний центр та єдиний населений пункт Новообінської сільської ради.

## Населення
Населення — 880 осіб (2010; 1155 у 2002).
Національний склад (станом на 2002 рік):
- росіяни — 100 %